# بيركهولدرية ميموزاوية
بيركهولدرية ميموزاوية (الاسم العلمي: Burkholderia mimosarum) هي نوع من البكتيريا، سلبية الغرام، تتبع جنس البيركهولدرية.